# Billy Martin (tennista)
Billy Martin (Evanston, 25 dicembre 1956) è un ex tennista statunitense.

## Carriera
In carriera ha vinto 1 titolo in singolare e 3 in doppio. Nel 1975 ha raggiunto in singolare la 32sima posizione in classifica, suo miglior piazzamento di sempre.

## Statistiche

### Singolare

#### Vittorie (1)
| Numero | Anno | Torneo                        | Superficie | Avversario in finale | Punteggio |
| 1.     | 1975 | Little Rock Open, Little Rock | Sintetico  | George Hardie        | 6–2, 7–6  |

### Doppio

#### Vittorie (3)
| Numero | Anno | Torneo                               | Superficie  | Compagno          | Avversari in finale           | Punteggio     |
| 1.     | 1977 | Laguna Niguel Classic, Laguna Niguel | Cemento     | James Chico Hagey | Peter Fleming Trey Waltke     | 6–3, 6–4      |
| 2.     | 1979 | Brussels Outdoor, Bruxelles          | Terra rossa | Peter McNamara    | Carlos Kirmayr Balázs Taróczy | 5–6, 7–5, 6–4 |
| 3.     | 1981 | Bristol Open, Bristol                | Erba        | Russell Simpson   | John Austin Johan Kriek       | 6–3, 4–6, 6–4 |